# Империализъм
Империализъм (на френски: impérialisme; на английски: imperialism; на немски: Imperialismus; на латински: imperium – власт, господство) е създаването и поддържането на неравностойни икономически, културни и териториални взаимоотношения, обикновено между отделни държави и често под формата на империя, основани на превъзходство и подчинение. В последните 500 години това означава експанзионизъм и меркантилизъм или с други думи борба на дадено правителство за световна хегемония. Исторически могат да се посочат Римска империя, Османска империя, Персийска империя, Руска империя и много други.
Империализмът обикновено е автократичен и монолитен (с монолитна непроменяща се структура).
С други думи това е властване над чужди страни и държави чрез насърчаване на имперските интереси. По същността си е агресивен и цели териториално разширяване и икономически облаги чрез установяване на власт на една държава над друга/и. Ленин описва империализма като „висш и последен стадий на капитализма“. През XXI век вместо империализъм, се появява едно ново понятие глобализъм (и съответно антиглобализъм), което означава, че е достигната фаза, при която борбата за сфери на влияние е достигнала етапа на равновесие на силите.

## Общ преглед
Империализмът се среща в историята на Япония, Асирийската империя, Китай, Римската империя, Древна Гърция, Византийската империя, Персийската империя, Османската империя, Древен Египет и Индия. Империализмът е в основата на завоеванията на Чингис хан по време на Монголската империя и други военни предводители. В Субсахарска Африка също има десетки империи преди европейската колониална епоха, например Етиопската империя, империята Ойо, Ашанти, империите Лунда и Мутапа. В американския континент преди Колумб също има големи империи – в Мезоамерика, като например тези на ацтеките и инките.
Великобритания, Франция, Холандия, Португалия и Испания развиват колониални империи в Африка, Азия и Америка. От 1870 г., по времето на засилването на колониалната експанзия от европейските държави и САЩ, терминът „империализъм“ практически съвпада с „колониализъм“ . Империализмът не само описва колониалните и териториалните политики, но също така икономическото и военно надмощие и влияние.
Макар че обикновено се използва да обозначи насилственото налагане на контрол на по-мощните чужди държави над слабите страни, или над завладяна територия, която преди това не е имала единно управление, империализъм понякога също така се използва да опише слабото или непряко политическо или икономическо влияние или контрол над по-слаби държави. Ако влиянието на господстващата държава се усеща в социалния и културния живот (например „чужда“ музика, популярна сред младите хора), това може да бъде описано като културен империализъм.
„Империализмът е обект на морално порицание от страна на неговите критици, и по този начин терминът често се използва в международната пропаганда като пейоративен за експанзионистична и агресивна външна политика.“ 

## Признаци на империализма
- появяване на монополи;
- обединение на производствения и банковия капитал във финансов капитал;
- завършило е териториалното разделение на света, което поражда войни за неговото преразпределение;
- възникване на олигархии;
- монополистични съюзи си поделят света.

## Етимология
Етимологически империализъм идва от латински (командвам) > на латински: imperium (власт, господство). Но в европейските езици този термин идва от империя, и по-специално Римската империя. Като словосъчетание най-напред се среща през XVI век, а първата му употреба в смисъл близък до съвременния датира от 1858 година – епохата на Pax Britannica, относително мирен етап на развитие, когато терминът е използван във връзка с критиката на Британската империя. П.Клейтън проследява следващата еволюция на значението на този термин: ако в 1858 г. той се асоциира с деспотизъм, то в 1881 г. се подразбира вече имперски дух, защита на имперските интереси. Еволюцията на термина от публицистично клише до научна категория завършва в 1902 година с монографията на Джон Хобсън „Империализмът“. На руски език думата империализъм в съвременното си значение се появява не по-късно от 1916 г., в работите на Ленин, и по-специално в „Империализмът като последен стадий на капитализма“.

## Концепция
Главната научна заслуга на Дж. Хобсън като автор на първия фундаментален труд на тема империализъм се състои в това, че систематизирайки по-рано публикуваните материали и оценки, той представя империализма като двойна категория. В основата ѝ, Хобсън поставя два взаимодействащи компонента – икономиката и политиката, пречупвайки ги през призмата на национализма. Това е отразено в структурата на работата му:
- Национализъм и империализъм
  - Част I. Икономика на империализма
    - I. Критерии за империализма
    - II. Търговия и империализъм
    - III. Империализъм и пренаселеност
    - IV. Икономически паразити на империализма
    - V. Империализъм и протекционизъм
    - VI. Икономически корени на империализма
    - VII. Финансова система на империализма

- - Част II. Политика на империализма
    - I. Политическо значение на империализма
    - II. Научна защита на империализма
    - III. Нравствени и идеологически фактори на империализма
    - IV. Империализмът и низшите раси
    - V. Империализмът в Азия
    - VI. Имперска федерация
    - VII. Изводи

## Епохата на империализма
Епохата на империализма е период от време, започващ около 1870 г., когато модерните, сравнително развити страни поемат контрол над по-слабо развитите, колонизират ги или укрепват сферите си на влияние, за да разширят собствената си власт в даден район на света. Въпреки че тези практики съществуват в продължение на хиляди години, терминът „епоха на империализма“ обикновено се отнася за такива действия на Обединеното кралство, Френската колониална империя, Германия, Италия, Японската империя, САЩ и др. от началото на 18 до средата на 20 век, като например „Голямата игра“ в земите на Персия, „Надпреварата за Африка“ и „Политиката на отворените врати“ в Китай.
Идеите на империализма са представени първоначално от историците Джон Галахър и Роналд Робинсън през 19 век. Европейският империализъм по това време основно разширява сферите си на влияние и те отхвърлят идеята, че империализмът изисква официален юридически контрол от страна на дадено правителство над друга държава.
„По тяхно мнение, историците са хипнотизирани от бившите империи и картите на света с райони, оцветени в червено. По-голямата част от британската емиграция, търговия и капитали отиват в области, които са извън сферата на Британската империя. Ключът към мисълта на Робинсън и Галахър е идеята за империя, неофициална, ако е възможно, и официална, ако е необходимо.“.
Преминаването на европейските сили към териториален империализъм е силно свързано с големите икономически ползи от използването на ресурсите на колониите, комбинирано с поемане на политически контрол – често чрез военни средства. Най-отбележим е примера на Британската империя, която използва политическата слабост на Империята на Великите моголи и, макар и военните действия да са важни в дадени моменти, икономическото и административното инкорпориране на местните елити е от решаващо значение. Въпреки че първоначално голям брой колонии са създадени за или са предмет на осигуряване на икономически печалби (най-вече през 17 и 18 век), Фийлдхаус предполага, че през 19 и 20 век, в места като Африка и Азия тази идея не е непременно валидна:

„Съвременните империи не са изкуствено изградени икономически машини. Втората експанзия на Европа е сложен исторически процес, в който политическите, социалните и емоционалните сили в Европа и в периферията оказват по-голямо влияние, отколкото се смята за империализъм. Отделни колонии могат да обслужват икономически цели, но събирателно никоя империя няма каквато и да е дефинирана функция, икономическа или друга. Империите представляват само определена фаза от непрекъснато променящите се отношения на Европа с останалата част от света: аналогиите с индустриални системи или инвестиции в недвижими имоти са просто подвеждащи.“.

По време на този период, европейските търговци имат възможността „да бродят по океаните, да усвояват съответните излишъци от цял свят (понякога мирно, понякога с насилие) и да ги концентрират в Европа.“.
Европейската експанзия се ускорява значително през 19 век. С цел снабдяване със суровини, Европа започва да ги внася от други страни. Европейците търсят суровини като багрила, памук, растителни масла и метални руди през океаните. Европа се превръща в производствения център на света.
Комуникациите напредват много по време на европейската експанзия. Въвеждането на железницата и телеграфа прави по-лесно общуването с други страни. Железопътната мрежа спомага за транспортирането на стоки и превозването на големи армии.
Заедно с навлизането на комуникациите, Европа продължава да развива военните си технологии. Химиците в Европа създават смъртоносни взривни вещества, които могат да бъдат използвани в битки и с напредъка на машините, успяват да създадат по-леки и по-евтини пушки. Оръдията също стават по-скорострелни и по-точни. До края на 19 век (1880-те години) картечницата навлиза като ефективно оръжие на бойното поле. Тази технология дава на европейските армии предимство пред противниците им, докато армиите на по-слабо развитите страни все още воюват с помощта на стрели, мечове, и кожени щитове.

### Германия
От първоначалната им родина в скандинавските страни и далечния север на Европа, германските племена се рапръскват в цяла Северна и Западна Европа през средния период на класическата античност, и в южната част на Европа, през в късната античност, завладявайки келтските и други народи. През 800 г., те формират Свещената Римска империя, първата немска империя. Въпреки това, за разлика от Китай, тук няма истинска системна приемственост от Западната Римска империя към германската ѝ наследничка, която е известна като „нито свещена, нито римска, нито империя“, и в която съществуват множество по-малки държави в цялата автономна конфедерация. Макар че към 1000 г. германското завладяване на Централна, Западна и Южна Европа и Италия е пълно, с изключение на мюсюлманска Испания, това не е процес, еквивалентен на империята Хан и Германия остава до голяма степен концептуален термин, отнасящ се до неопределен район на Централна Европа.
Германия не е морска сила, и не е единна нация, и участието ѝ в западния империализъм е незначително до края на 19 век, а участието на Австрия е предимно резултат от контрола на Хабсбургите над Първата империя, испанския престол и други кралски династии. След поражението на Наполеон, който става причина за разпадането на първата Германска империя, Прусия и германските държави продължават да стои встрани от тенденциите на империализма, предпочитайки да манипулират европейската система чрез политика, като например тази на Метерних. След като Прусия обединява другите държави във Втората германска империя, дълговременният лидер Ото фон Бисмарк (1862 – 90) продължително се противопоставя на колониалните придобивки, твърдейки, че усилията по придобиването, поддържането и защитата им няма да компенсират потенциалните ползи. Той смята, че колониите не могат да плащат за себе си, че германската бюрократична система няма да работи добре в безгрижните тропици и дипломатическите спорове за колониите ще отклонят Германия от основния ѝ интерес, самата Европа. Въпреки това, през 1883 – 84 г. той внезапно променя мнението си и Германия изключително бързо изгражда колониална империя в Африка и южната част на Тихия океан, преди отново да изгуби интерес към империализма. Историците подробно дискутират защо Бисмарк прави точно този внезапен и краткотраен ход. Политикът е наясно, че общественото мнение иска колонии поради престижа на Германия. Бисмарк е повлиян от търговци от Хамбург, и търговци, негови съседи във Фридрихсрух. Създаването на Германската колониална империя протича гладко, като се започва с Германска Нова Гвинея през 1884 г.
След разпадането на краткотрайния Трети Райх, и провала на опитите да създаде жизнено пространство в Евразия, Германия е разделена на западна и съветска сфери на влияние до перестройката и разпадането на Съветския съюз.

## Американски империализъм
Историкът Донълд Майниг казва, че имперското поведение за САЩ датира най-малкото от покупката на Луизиана, което той описва като „имперска придобивка“ – имперска в смисъл на агресивното навлизане на един народ на територията на друг, в резултат на подчиняването на хората на чужда власт. Политиката на САЩ към американските индианци, казва той, „има за цел да ги моделира в нещо по-подходящо, съобразено с подчиняването на имперските желания.“
Учени и писатели от началото на ХХ век като Чарлз Биард и Ендрю Басевич, в подкрепа на ненамесата (понякога се нарича по унизителен начин „изолационизъм“) обсъжда американската политика, която се ръководи от собствените си интереси и експанзионизъм още от времето на писането на Конституцията. Някои политици днес не са съгласни. Пат Бюкенън например твърди, че отношението на съвременните Съединени щати към империята далеч не е това, което бащите-основатели са имали намерение младата република да бъде.
Басевич твърди, че САЩ не променят фундаментално външната си политика след Студената война, и тя остава фокусирана върху усилията да разшири своя контрол в целия свят. Тъй като оцелява като суперсила в края на Студената война, САЩ успява да съсредоточи своите дейности в нови посоки за завладяване на бъдещето, според бившия секретар по въпросите на отбраната Пол Улфовиц през 1991 г. Джон Белами Фостър, марксист-социалист и политически активист, а също и професор по социология в университета в Орегон обявява, че според собствения му еко-социалистически и политически модел статутът на единствена свръхсила прави САЩ сега най-опасният за целия свят империалист.
Политическият активист Ноам Чомски твърди, че извънредното положение и отричането на империализма са резултат на системна стратегия на пропаганда, за да „произвежда мнение“, както този процес отдавна е описан в други страни. Подчиняване на медиите, според Чомски позволява на елита да фиксира насоката на дискурс и тълкуване, както и самото определение на това, кое представлява новина и кое не.

## Съветски империализъм
Болшевишките ръководители ефективно възстановяват формата на управление с приблизително същата компетентност като Романовата империя от 1921 г., но с интернационална идеология. Започвайки през 1923 г., политиката на коренизация помага на местните хора да развиват своите национални култури в рамките на социалистическата държава. Това никога не е официално отменено. Културните и езикови концесии за не-руснаци обаче, спират да се изпълняват и прилагат.
Троцки и другите смятат, че революцията може да успее в Русия само като част от световна революция, която в действителност се разпространява в страните от победените Централни сили в Европа малко след Руската революция. Ленин пише подробно по въпроса и заявява, че империализма е най-висшия етап на капитализма. Въпреки това, след смъртта му, Йосиф Сталин създава модела на социализъм в една страна в Съветския съюз.
След Втората световна война, Съветският съюз е установил социалистическите режими, по подобие на тези, които е уставил през 1919 – 20 година в старата Царска империя в областите, завоювани в Източна Европа. Съветският съюз и Народна република Китай поддържат и подкрепят след Втората световна война антиколониалните националноосвободителни движения за прокарването на своите собствени интереси, но не винаги успешно.
Въпреки че Съветският съюз не е била управлявана от император и се самообявява за антиимпериалистическа, някои критици твърдят, че тя проявява общите и сходни тенденции на историческите империи. Някои учени твърдят, че Съветският съюз е хибриден, съдържащ елементи, общи за както за многонационалните империи, така и за националните държави. Друга спорна точка, защитавана от някои учени и критици е, че СССР всъщност практикува колониализъм, както други империалистически сили.

## Оправдаване на империализма
Спорен аспект на империализма е защитата на властта на империята и оправдаването на подобни действия. Най-спорна от всички е обосновката на империализма, извършен на рационални основания. Хобсън определя тази обосновка: „Желателно е земята да бъде населена, управлявана и развивана, доколкото е възможно, от расите, които могат да си справят най-добре, т.е. от раси с най-висока социална ефективност.“. Това е изцяло расов аргумент, който обръща внимание на други идеи – например за бремето на белите, широко разпространена в началото на 20 век.
Технологичната и икономическата ефективност често са подобрявани в територии, подвластни на империализма чрез изграждането на пътища и въвеждането на различни иновации. Въпреки това, по-голямата част от изгодите от тези инфраструктурни подобрения обикновено са за имперската държава или са използвани от местната администрация. По този начин например, бързото възприемане на научните методи по целия свят е отчасти страничен ефект от империализма на Британската империя.
Принципите на империализма често са дълбоко свързани с политиките и практиките на британския империализъм „по време на последното поколение, и продължава по-скоро като диагноза, отколкото като историческо описание.“.  Британската империалистическа стратегия често, но не винаги, използва концепцията за terra nullius (латински израз, който произлиза от значението на термина „пуста земя“ в римското право). Австралия може да служи като пример във връзка с британския империализъм – британските поселища и колониално управление на континента през осемнадесети век се основава на terra nullius, а колонистите считат земите за неизползвани от нейните оскъдни жители.